# (26851) Sarapul
(26851) Sarapul est un astéroïde de la ceinture principale.

## Description
(26851) Sarapul est un astéroïde de la ceinture principale. Il fut découvert le 30 juillet 1992 à La Silla par Eric Walter Elst. Il présente une orbite caractérisée par un demi-grand axe de 2,73 UA, une excentricité de 0,27 et une inclinaison de 11,2° par rapport à l'écliptique.

## Compléments